# Лабиринтови риби
Лабиринтовите риби (Anabantoidei) са подразред костурови риби. Освен хрилете, имат и надхрилен дихателен орган със сложни лабиринтови гънки, който служи за дишане с атмосферен въздух. Дължината им е от около 20 до 60 cm. Съществуват около 60 вида – катерач, гурами, бети, макропод и др. Живеят в сладки или полусолени води в тропиците на Азия и Западна Африка. При засушаване някои видове прекарват с месеци извън водата. Отличават се с интересно поведение.